# Lambros Vangelis
Lambros Vangelis (grekiska: Λάμπρος Βαγγελής), född 10 februari 1982 i Neohori Arta, Grekland, är en före detta fotbollsspelare. 
Vangelis spelade först för Rakoun innan han flyttade till den italienska Serie A-klubben AC Siena. Efter en bra säsong med Siena värvades han av PAOK FC. År 2007 förlängde han sitt kontrakt med klubben med ytterligare två år.